# Chiesa di Sant'Andrea Apostolo (Arquà Polesine)
La chiesa di Sant'Andrea Apostolo è la parrocchiale di Arquà Polesine, in Provincia di Rovigo e diocesi di Adria-Rovigo; fa parte del vicariato di Crespino-Polesella.

## Storia
La prima citazione di una chiesa ad Arquà Polesine risale al 1005. Da un documento del 1340 si viene a sapere che la chiesa disponeva di quattro altari e di un campanile con due campane. Dalla relazione della visita pastorale del 1473 s'apprende che all'interno della parrocchiale di Arquà c'erano sette altari.
Nel 1506 l'arciprete don Francesco Diedo fece ristrutturare l'edificio, mentre la facciata fu realizzata nel 1516. Un secolo dopo iniziò la costruzione del campanile.
L'attuale parrocchiale venne edificata su progetto del capomastro Giovanni Battista Padrin tra il 1771 ed il 1829 e il 28 ottobre di quello stesso anno fu consacrata. Tuttavia, la facciata non venne mai completata.
L'edificio fu poi restaurato nel 1989.

## Galleria d'immagini

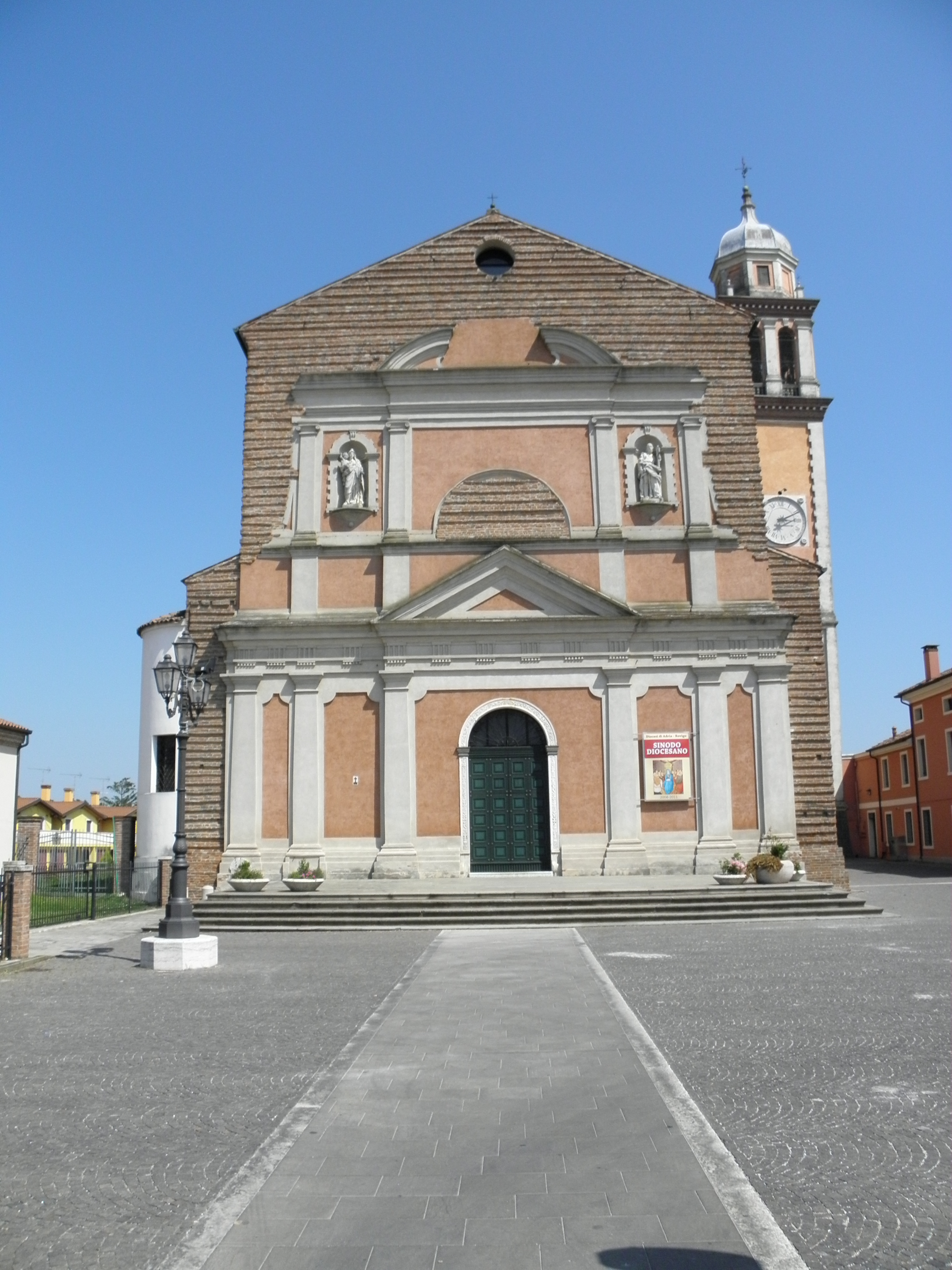
La facciata
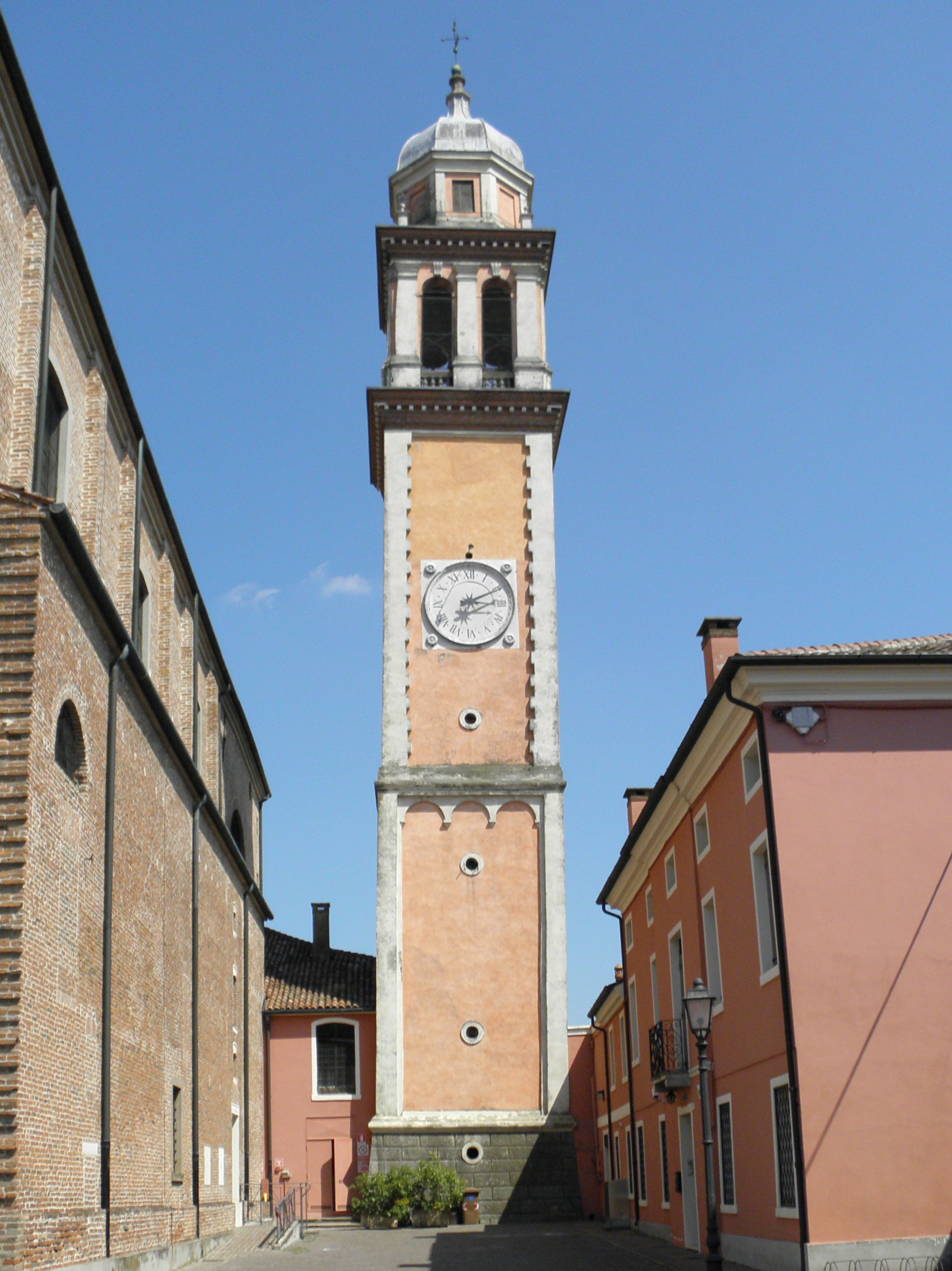
Il campanile
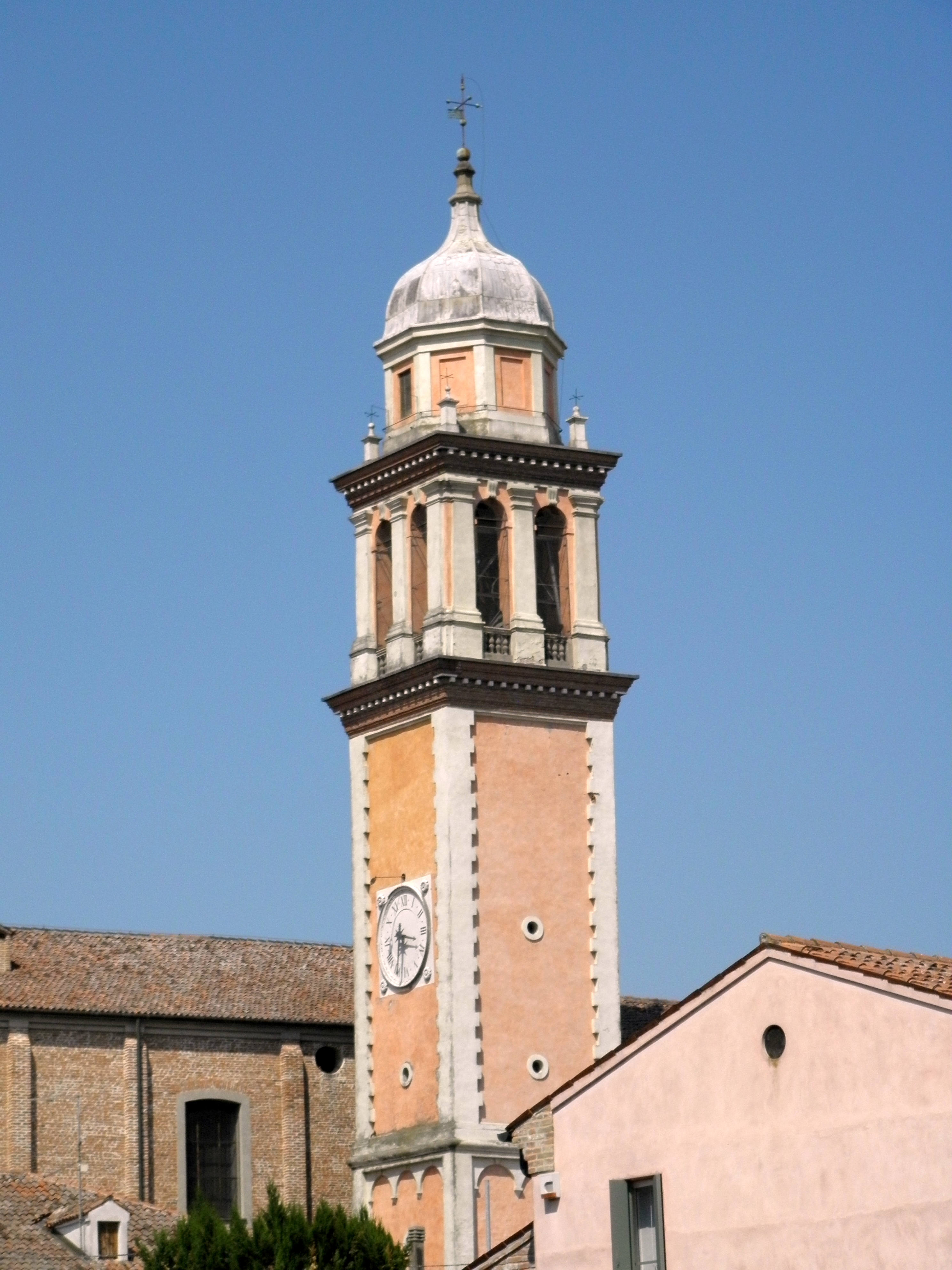
La parte superiore del campanile
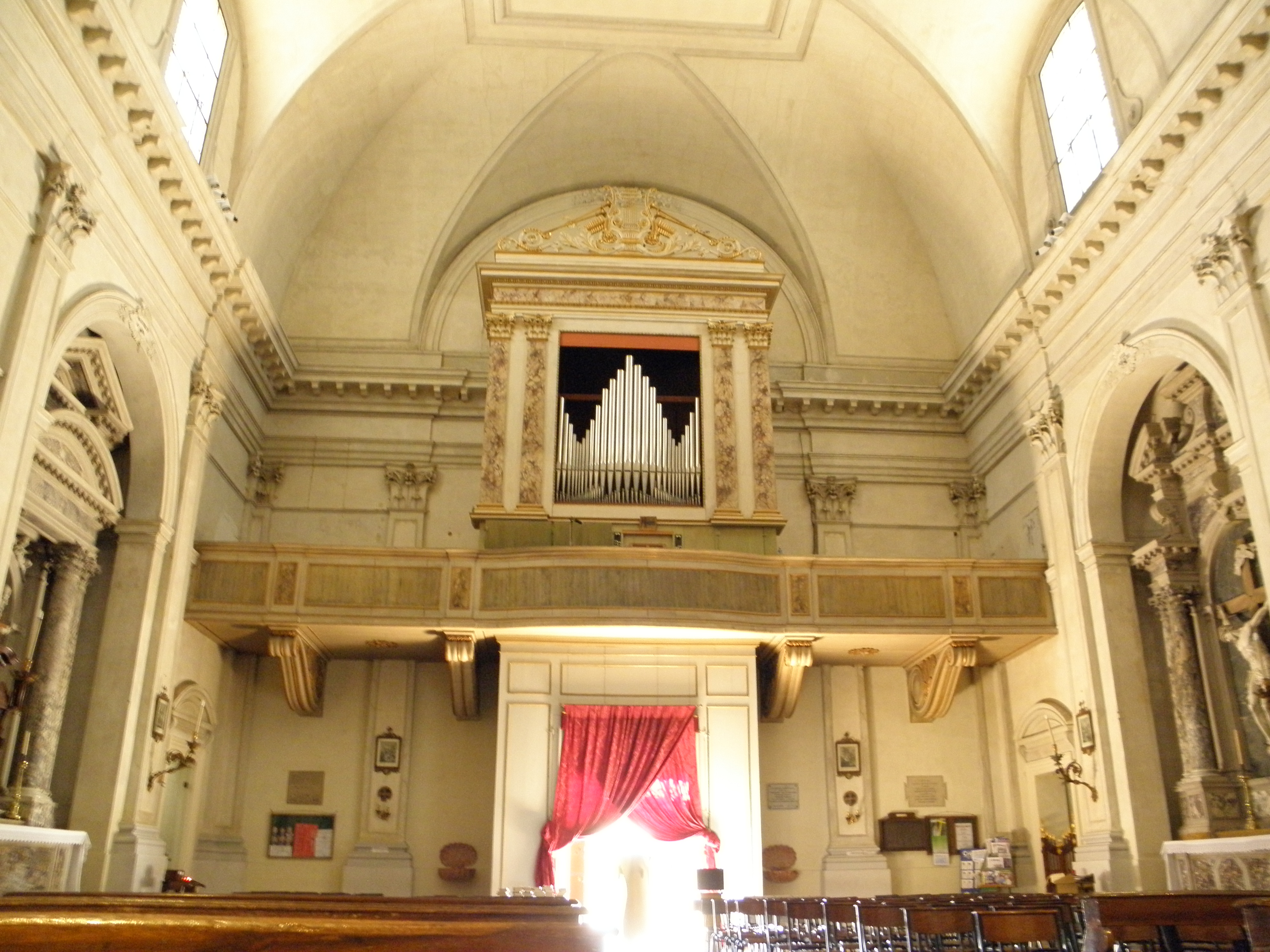
La cantoria e l'organo
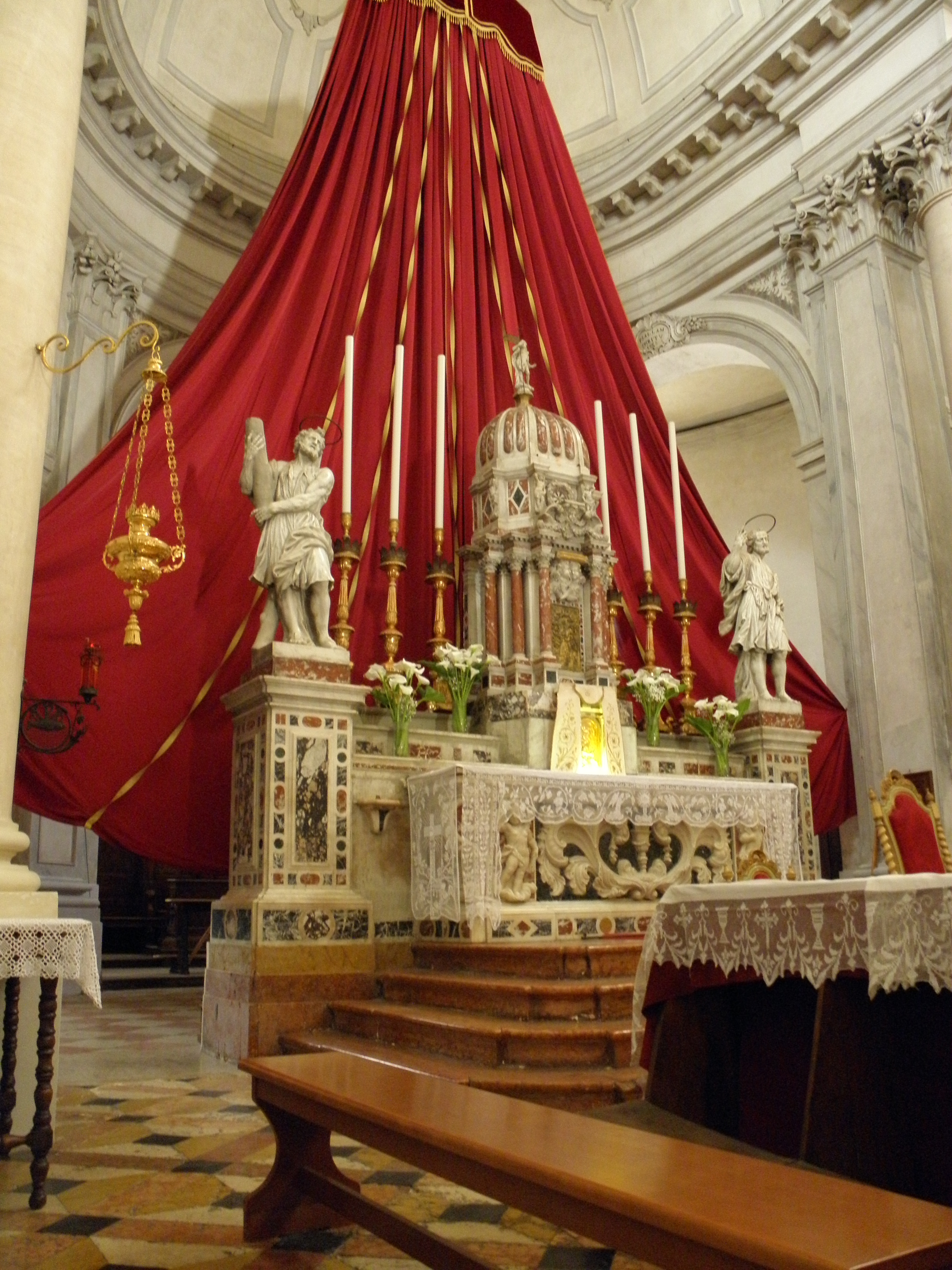
L'altar maggiore